# J. R. Tavai
John Robert Tavai (* 23. September 1993 in Inglewood, Kalifornien) ist ein US-amerikanischer American-Football-Spieler auf der Position des Linebackers. Aktuell steht er bei den Helvetic Guards in der European League of Football (ELF) unter Vertrag. Davor spielte er von 2015 bis 2016 für die Tennessee Titans in der National Football League (NFL).

## Frühe Jahre
Tavai wuchs in Kalifornien mit fünf Brüdern und einer Schwester auf. Einer seiner jüngerer Bruder ist der Footballspieler Jahlani Tavai, der beim NFL Draft 2019 von den Detroit Lions ausgewählt wurde. Sein älterer Brüder Jordan Tavai (Kansas Jayhawks) sowie seine jüngeren Brüder Justus Tavai (Hawaii Rainbow Warriors) und Jonah Tavai (San Diego State Aztecs) waren auf höchstem College-Niveau in der NCAA Division I im Football aktiv. Sein Onkel John Schuster ist ein ehemaliger Rugby-Union-Spieler, der Neuseeland als Mitglied der All Blacks vertrat.
JR Tavai besuchte die Mira Costa High School in Manhattan Beach, Kalifornien, an der er auch dem Leichtathletik-Team (Kugelstoßen und Diskuswurf) angehörte. In der Footballmannschaft wurde er primär als Defensive End und als Fullback eingesetzt. Tavai wurde mehrfach ausgezeichnet und erhielt neben drei Berufungen in die All-Division und All-League Teams auch zwei Ernennungen in das All-South Bay Region First Team. Nach seinem Junior-Jahr wurde er als wertvollster Defensivspieler sowohl der CIF Western Division als auch der Bay League ausgezeichnet. In seinem letzten Jahr verhalf er den Mustangs mit 92 Tackles und zwölf Sacks sowie mit 278 Rushing Yards und drei Touchdowns zur dritten Bay-League-Meisterschaft in Folge. Für seine Leistungen wurde er als MVP der Bay League ausgezeichnet.
Nach seinem Highschoolabschluss erhielt er ein Stipendium der University of Southern California aus Los Angeles, Kalifornien. Dort studierte er im Hauptfach Soziologie und war ebenfalls in der Footballmannschaft aktiv. Nachdem er als Freshman und Sophomore noch als Back-up auf der Position des Defensive Tackles fungierte, entwickelte er sich in seiner Junior-Saison 2013 als Outside Linebacker zum Stammspieler. Mit den Trojans gewann er den Las Vegas Bowl gegen die Fresno State Bulldogs. Nach der Saison wurde er mit einer ehrenvollen Erwähnung bei der All-Pacific-12-Conference-Auswahl bedacht. In seiner letzten College-Saison verzeichnete er 53 Tackles, sieben Sacks und zwei Pass-Break-ups und erzwang drei Fumbles. Damit verhalf er den Trojans zum Einzug in den Holiday Bowl, den er mit seinem Team gegen die Nebraska Cornhuskers	gewinnen konnte. Anschließend wurde er erneut mit einer All-Pac-12 Honorable Mention geehrt. Im Frühjahr 2015 nahm Tavai am NFLPA Collegiate Bowl und am NFL Combine teil.

## NFL
Beim NFL-Draft 2015 wurde Tavai von keinem Franchise ausgewählt. Im Mai wurde er von den Tennessee Titans verpflichtet. Am 5. September wurde er im Rahmen der finalen Kaderzusammenstellung freigestellt. Am 11. November 2015 wurde er in den Practice Squad der Titans aufgenommen und am 12. Dezember 2015 in den aktiven Kader befördert. Während der NFL-Saison 2015 kam er in vier Spielen zum Einsatz, erzielte drei Tackles und einen Sack und erzwang einen Fumble. 2016 verbrachte er die Vorbereitung weiterhin bei den Titans, für die er in vier Preseason-Spielen neun Tackles und einen Sack verzeichnete. Im Rahmen der Kaderverkleinerung auf 53 Spieler wurde Tavai vor Saisonbeginn entlassen. Am 6. Dezember wurde er für die restliche NFL-Saison für den Practice Squad der Titans verpflichtet.

## CFL
Zur Saison 2018 der Canadian Football League (CFL) nahmen die Ottawa RedBlacks Tavai unter Vertrag. Tavai debütierte in der 13. Woche, nachdem er zuvor verletzungsbedingt gefehlt hatte. Mit den RedBlacks erreichte er den Grey Cup, indem Tavai sechs Tackles und einen Sack verzeichnete. Das Finale ging mit 16:27 gegen die Calgary Stampeders verloren. In der folgenden Saison war Tavai Stammspieler bei den RedBlacks, für die er 50 Defense-Tackles verzeichnete und drei Fumbles erzwang. Seine acht Sacks bedeuteten zudem den teaminternen Bestwert. Im Februar 2020 gaben die BC Lions aus Vancouver die Verpflichtung Tavais bekannt. Aufgrund der Covid-19-Pandemie wurde die Saison 2020 abgesagt, weshalb Tavai erst im August 2021 sein Debüt für die Lions gab. In neun Spielen erzielte er 15 Defense- und drei Special-Teams-Tackles sowie zwei Sacks und einen erzwungenen Fumble. Zur Saison 2022 wechselte Tavai zu den Hamilton Tiger-Cats, doch wurde er vor Saisonbeginn auf die Liste für zurückgetretene Spieler gesetzt.

## European League of Football
Am 24. Dezember 2022 gaben die Helvetic Guards aus der European League of Football (ELF) bekannt, Tavai für ihre Premierensaison in der ELF verpflichtet zu haben. Am ersten Spieltag trug Tavai den Ball nach einem Fumble der Barcelona Dragons bis in die Endzone zurück und erzielte so den ersten Touchdown der Guards in der ELF.